# Caballería de camellos

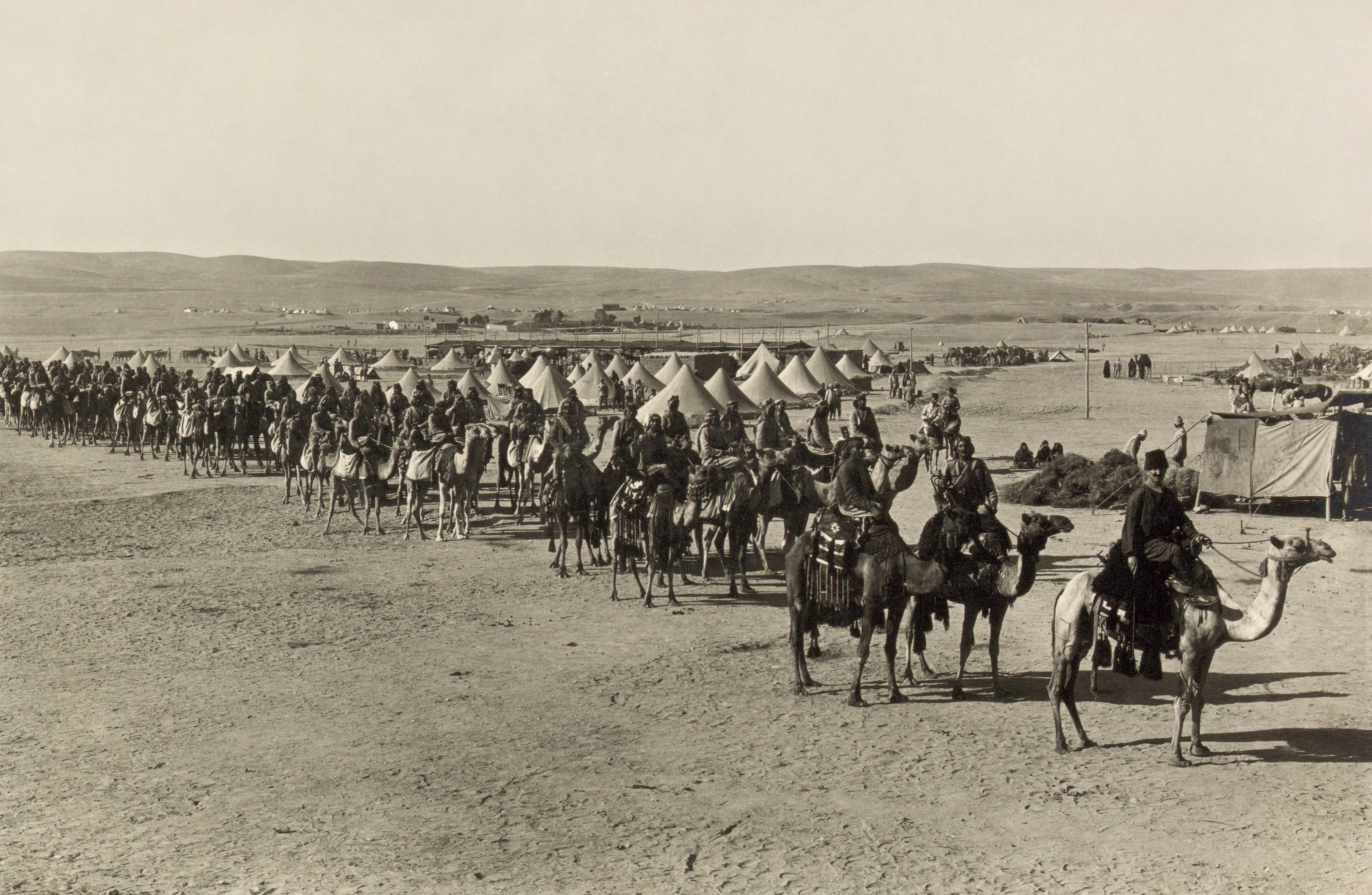
Cuerpo de camellos otomanos en Beersheba durante la primera ofensiva de Suez de la Primera Guerra Mundial, 1915.

La caballería de camellos, o camellería (en francés: méharistes, pronunciado /meaʁist/), es una designación genérica para las fuerzas armadas que utilizan camellos como medio de transporte. A veces los guerreros o soldados de este tipo también luchaban a lomos de un camello con lanzas, arcos o rifles.
La caballería de camellos fue un elemento común en la guerra del desierto a lo largo de la historia en el Oriente Medio, debido en parte al alto nivel de adaptabilidad del animal. Proporcionaron un elemento móvil más adecuado para trabajar y sobrevivir en un entorno árido y sin agua que los caballos de la caballería convencional. El olor del camello, según Heródoto, alarmaba y desorientaba a los caballos, lo que convertía a los camellos en un arma eficaz contra la caballería cuando eran empleados por los persas aqueménidas en la Batalla de Timbrea.

## Historia temprana

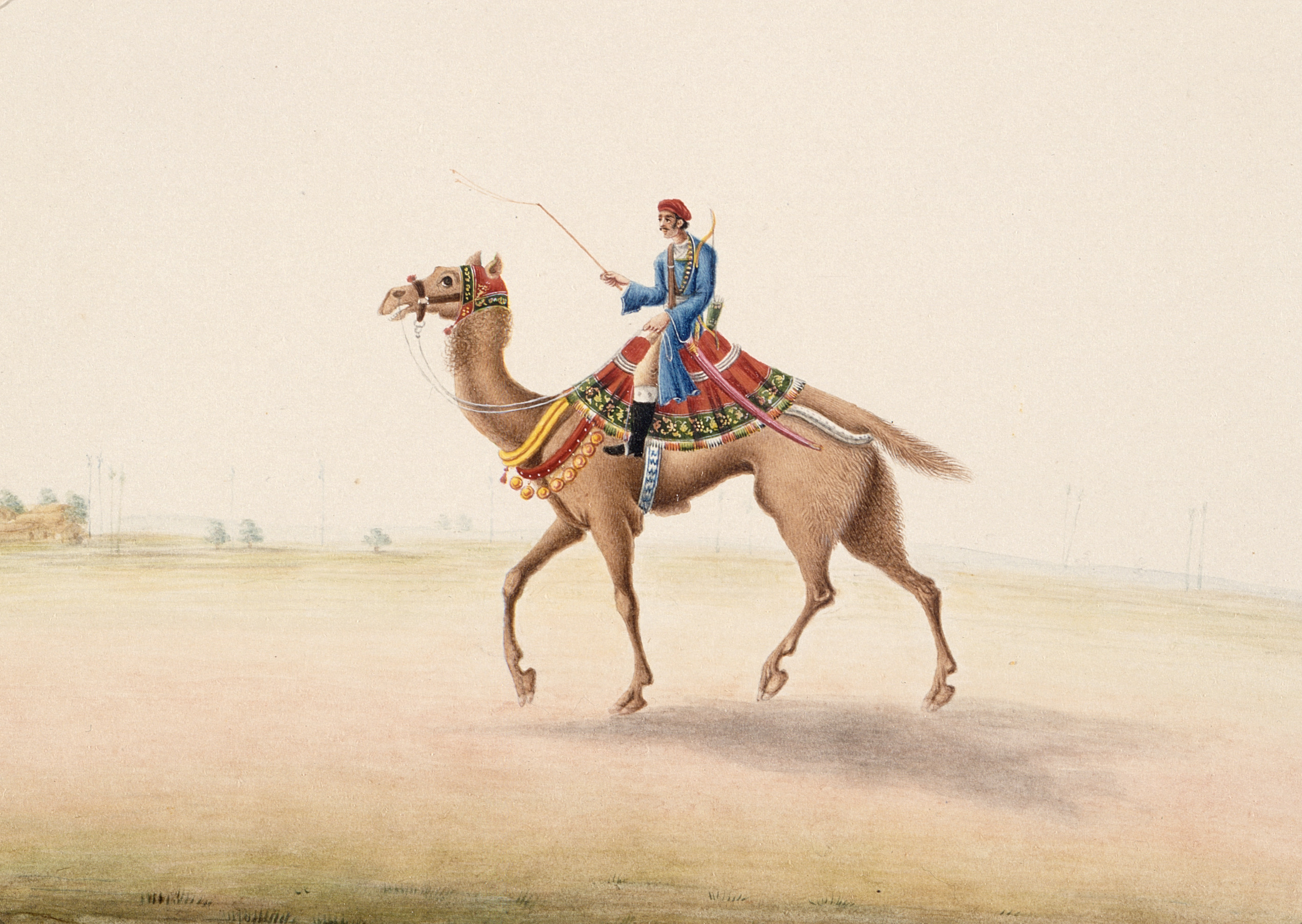
Un jinete de camellos purbiya en Bihar, India en 1825.

El primer uso registrado del camello como animal militar fue por el rey árabe Gindibu, que se dice que empleó hasta 1000 camellos en la Batalla de Qarqar en 853 a. C. Un caso posterior ocurrió en la Batalla de Timbrea en el 547 a. C., luchada entre Ciro el Grande de Persia y Creso de Lidia. Según Jenofonte, la caballería de Ciro era superada en número hasta seis a uno. Actuando sobre la información de uno de sus generales de que los caballos de Lidia se alejaban de los camellos, Ciro formó los camellos de su caravana de equipaje en un cuerpo de camellos ad hoc con jinetes armados en lugar de las mochilas. Aunque técnicamente no se empleó como caballería, el olor y la apariencia de los camellos fue crucial para asustar a las monturas de la caballería lidia y que la batalla se decantara a favor de Ciro.
Más de sesenta años después, el rey persa Jerjes I reclutó un gran número de mercenarios árabes en su enorme ejército durante la segunda guerra médica, todos ellos equipados con arcos y montados en camellos. Heródoto observó que los camellos árabes, incluyendo una fuerza masiva de carros libios, llegaban a tener hasta veinte mil hombres en total en el ejército aqueménida.
Según Herodiano, el rey parto Artabano IV empleó una unidad compuesta por soldados fuertemente armados equipados con lanzas (kontos) y montados en camellos.
Los romanos introdujeron los camellos en algunas de sus unidades militares del norte de África y reclutaron jinetes de camellos locales a lo largo de la frontera con Arabia en tareas de vigilancia bajo el emperador Adriano, durante el siglo II. Las tropas de camellos o dromedarii se usaron durante el Bajo Imperio Romano para tareas de escolta, vigilancia y exploración en esas zonas.

## Periodo preislámico y conquistas islámicas
El camello fue utilizado de esta manera por las civilizaciones preislámicas de la península arábiga. Ya en el siglo I d. C. los ejércitos nabateos y palmireños empleaban infantería montada en camello y arqueros reclutados de las tribus nómadas de origen árabe. Típicamente, estos arqueros desmontaban y luchaban a pie en lugar de a lomos del camello. Durante las campañas iniciales de Mahoma y sus seguidores se hizo un uso extensivo de los camellos. Posteriormente, los árabes utilizaron los camellos de manera efectiva contra sus enemigos sasánidas y bizantinos a caballo durante las conquistas musulmanas.

## Era moderna

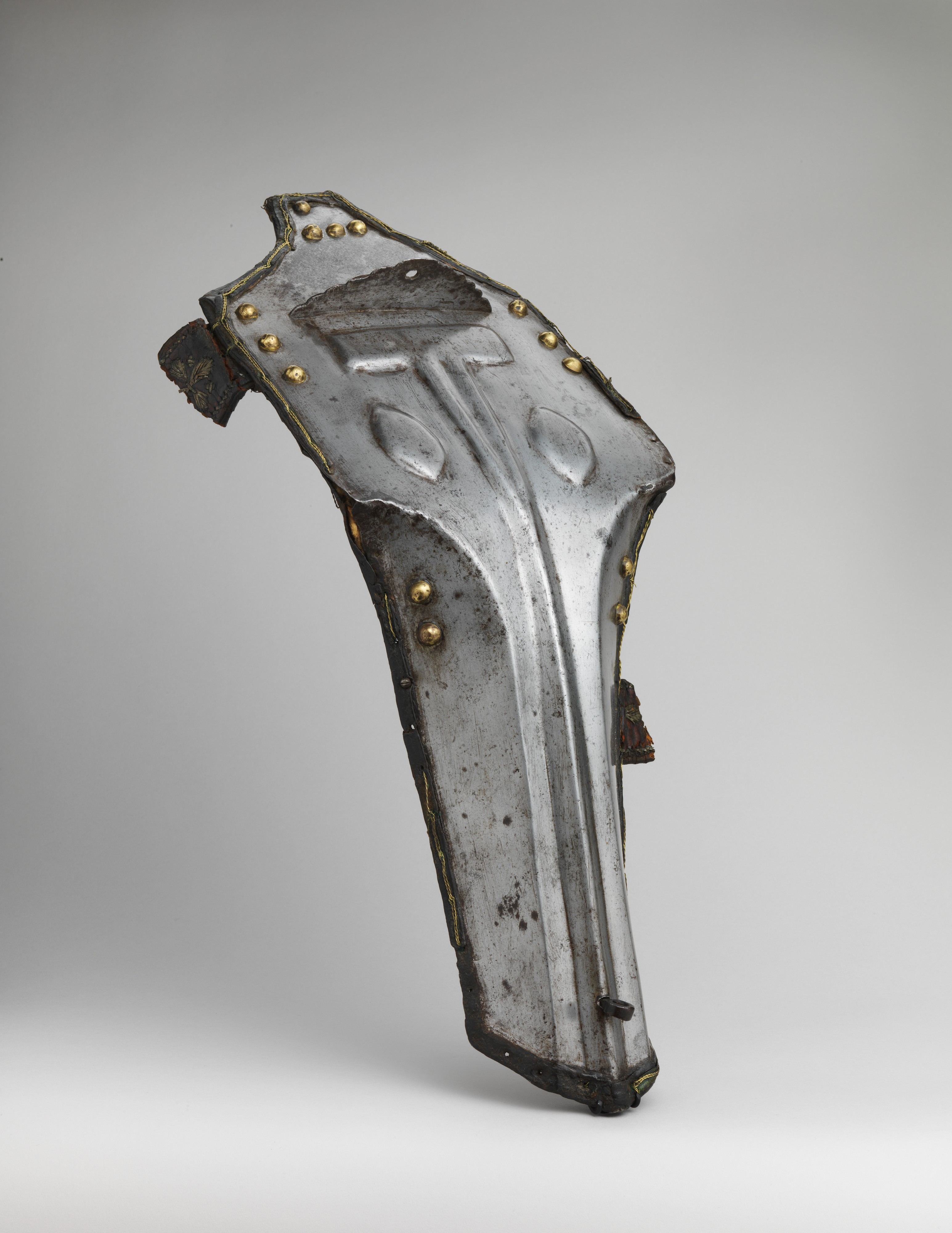
Defensa de cabeza para camello de guerra (Turquía, posiblemente del).

Napoleón empleó un cuerpo de camellos para su campaña francesa en Egipto y Siria. Durante los últimos años del siglo XIX y gran parte del siglo XX, las tropas de camellos se utilizaron para la vigilancia del desierto y el trabajo de patrulla en los ejércitos coloniales británico, francés, alemán, español e italiano.

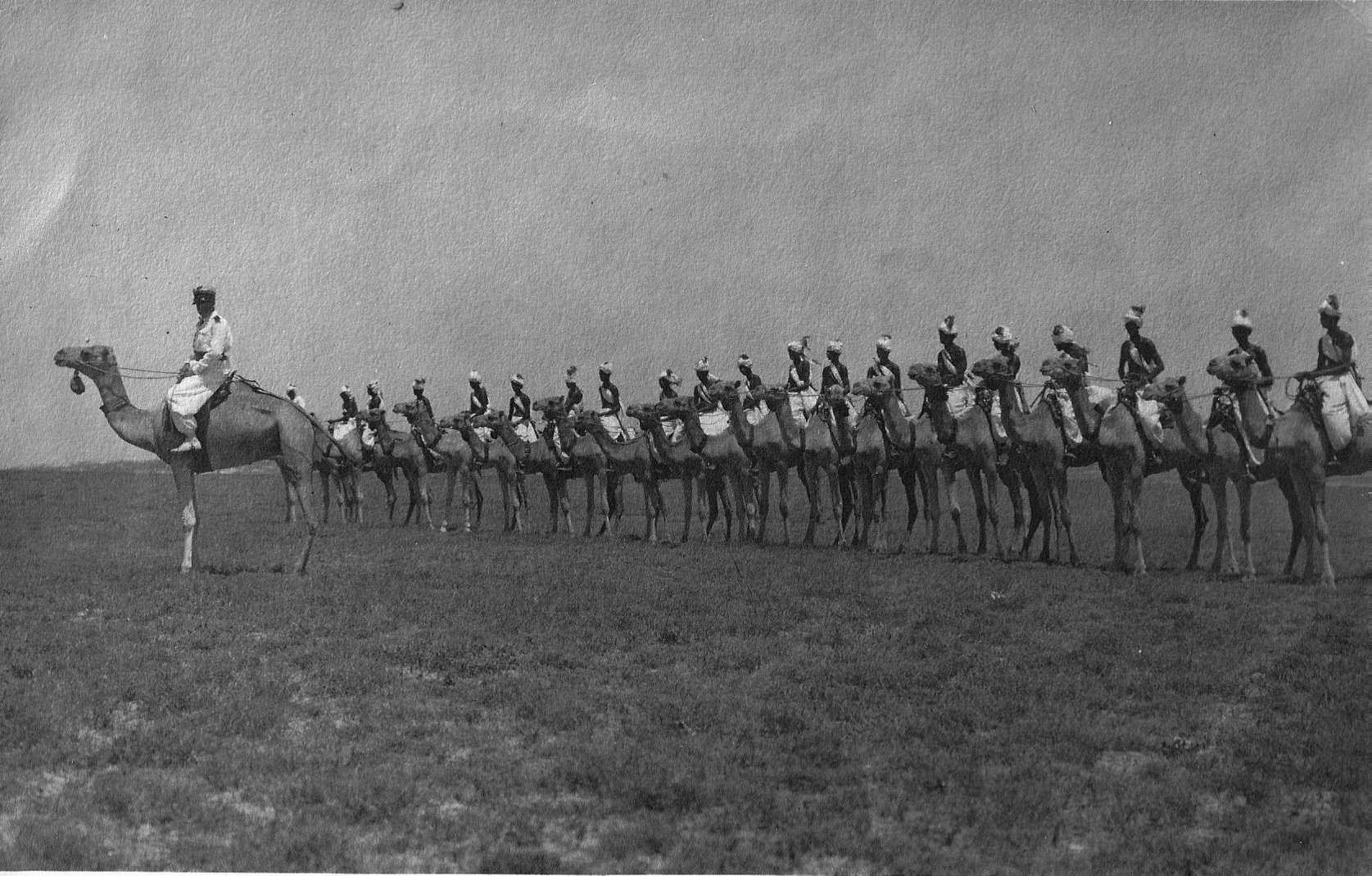
Turbantes blancos italianos en Somalia. 1930

Los descendientes de estas unidades siguen formando parte de los modernos ejércitos indio, marroquí y egipcio.
El cuerpo de camellos egipcio, con sede en Gran Bretaña, desempeñó un papel importante en la Batalla de Omdurmán de 1898; una de las pocas ocasiones durante este período en que esta clase de tropas montadas participaron en número considerable en una batalla a balón parado. El ejército otomano mantuvo compañías de camellos como parte de su cuerpo de Yemen y Hejaz, tanto antes como durante la Primera Guerra Mundial.
Los italianos utilizaron las tropas de camellos Dubat o turbantes blancos en su Somalia Italiana, principalmente para la patrulla fronteriza durante las décadas de 1920 y 1930. Estos Dubats participaron en la conquista italiana del Ogaden etíope en 1935-1936 durante la Segunda Guerra Italo-Etíope.
Los camellos siguen siendo utilizados por la Patrulla del Desierto de Jordania.
El Cuerpo de Camellos Bikaner de la Fuerza Paramilitar de Seguridad Fronteriza de la India también retiene camellos y los utiliza para patrullar las fronteras.

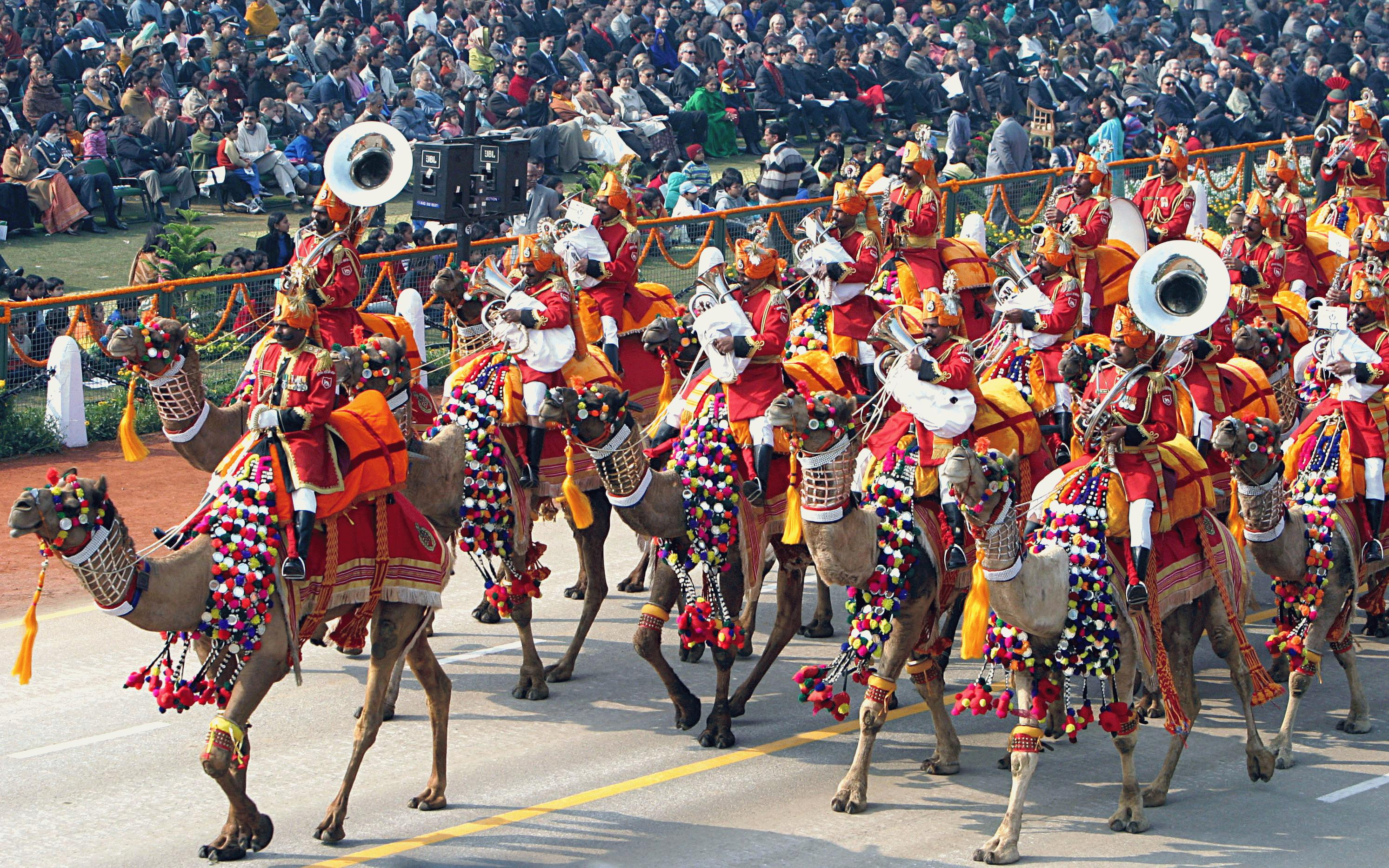
Contingente de Camellos de la Fuerza de Seguridad Fronteriza de la India durante el desfile anual del Día de la República.

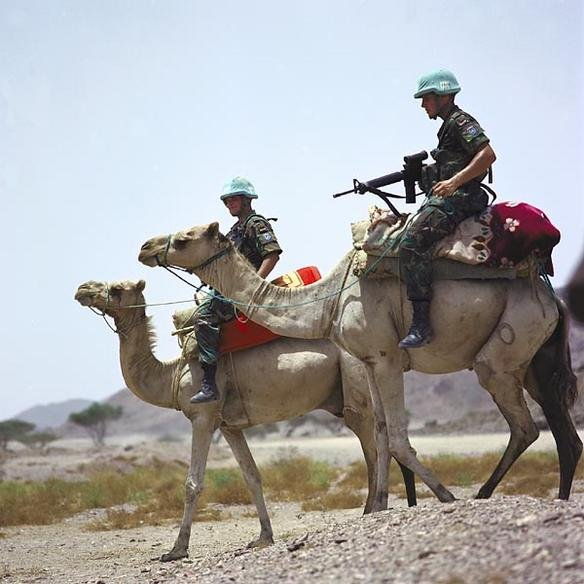
En las tareas de reconocimiento, los camellos pueden seguir siendo utilizados. Aquí, personal de mantenimiento de la paz de la Misión de las Naciones Unidas en Etiopía y Eritrea. Foto correspondiente a Eritrea.